# University Marine Biological Station Millport

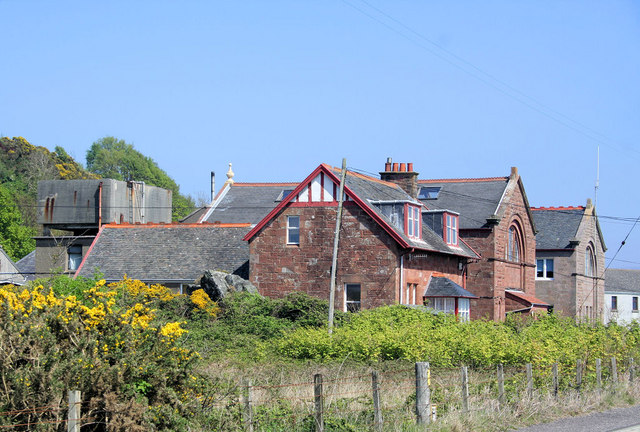
University Marine Biological Station Millport à Millport.

L’University Marine Biological Station Millport (UMBSM) est un institut d'enseignement supérieur situé sur l'île de Great Cumbrae dans le Firth of Clyde, en Écosse. Il est géré conjointement par les universités de Glasgow et de Londres.
L'UMBSM a un programme et un programme de recherche centré sur l'océanographie et dispose d'un musée et d'un aquarium ouverts aux public.
En décembre 2012, il a été annoncé que la station de biologie marine fermera ses portes à la fin de l'année 2013.